# École anglaise de Nicosie
Αγγλική Σχολή (Grec)
L'école anglaise de Nicosie est une école secondaire sélective indépendante située à Nicosie, sur l'île de Chypre. Le processus d’admission y est rigoureux. Il s'agit de l'une des écoles de Nicosie comme étant désignés comme bicommunautaires En effet, les Chypriotes grecs et turcs y sont scolarisés ensemble. L'école, fondée en 1900, est membre de la HMC (Headmasters' and Mistresses' Conference).

## Histoire
L'école a été fondée en 1900 par un pasteur anglican, le chanoine Frank Darvall Newham, et depuis sa création, l'école offre un enseignement secondaire de style britannique. À l'origine, seuls les enfants des dirigeants britanniques de l'île étaient acceptés et l'école était situé à l'intérieur de la muraille de Nicosie. Au fil du temps, l'établissement a commencé à accueillir des élèves chypriotes. Les locaux actuels sont utilisés depuis 1939. S'il il s'agit à l'origine d'une école de garçons, les filles sont admises pour la première fois en 1957 dans une école à part, cependant l'école devient mixte en 1962.
L'école a commencé en tant qu'entreprise privée, mais le contrôle a été transféré au gouverneur britannique en 1930. Après l'indépendance du Royaume-Uni en 1960, le contrôle passe au gouvernement chypriote. En 2007, le statut de l'établissement ainsi que son éligibilité aux subventions de l'État sont contestés devant la Cour suprême,.
L'école est un établissement d'enseignement secondaire mixte hautement sélectif et la plupart de ses élèves étudient dans des universités en Grande-Bretagne,. Bien qu'il soit à l'origine un internat, il ne fonctionne actuellement plus comme tel.

### Histoire intercommunautaire
En 1958, l’EOKA a diffusé un texte menaçant les élèves Chypriotes grecs fréquentant l’école. Cela a conduit la majorité parents à retirer leurs enfants de l’école et le nombre de Chypriotes grecs inscrits est passé de 317 à 21.
À la suite de l’invasion turque de Chypre en 1974, les étudiants chypriotes turcs se sont désinscrits de l’école. Cependant, l'école est revenue à son statut bicommunautaire en réaccueillant des Chypriotes turcs dès 2003.

Le 22 novembre 2006, des étudiants chypriotes turcs ont été attaqués dans l'enceinte de l'école par ce que l'on pensait être des membres extrémistes de la « Voix nationale de la jeunesse avec une âme grecque » (Ε.Φ.Ε.Ν). Cela faisait en fait suite à des rumeurs selon lesquelles un étudiant chypriote grec aurait été craché dessus car il portait une croix. Les agresseurs n’étaient pas des élèves de l’établissement. Le Département d’État américain avait à l'époque fait la déclaration qui suit :
En avril 2007, des poursuites judiciaires ont été engagées à l'encontre 13 suspects accusés d'agression envers plusieurs élèves Chypriotes turcs. Le 22 novembre 2006, 15 à 20 adolescents chypriotes grecs, soupçonnés de faire partie d'un groupe ultranationaliste, la « Voix nationale de la jeunesse à l'âme grecque », sont pénétrés dans l'école anglaise de Nicosie et ont attaqué plusieurs étudiants chypriotes turcs, causant quelques blessures légères. Des articles de presse chypriote grecque sur un incident survenu précédemment dans cette même école, selon lesquels un jeune étudiant chypriote turc aurait insulté un chypriote grec portant une croix chrétienne, ont été accusés d'avoir mené à cet évènement. Le gouvernement a condamné cette attaque comme étant une aberration n'indiquant pas une atmosphère de discrimination ou de haine contre les Chypriotes turcs.

## Programme d'études
L'école compte les 16 départements suivants : 
1. Art et Design (voir ci-dessous)
2. Biologie
3. Business
4. Chimie
5. Informatique (voir ci-dessous)
6. Design et technologie (voir ci-dessous)
7. Économie
8. Anglais
9. Géographie
10. Grec
11. Perspectives mondiales
12. Histoire
13. Mathématiques
14. Langues Modernes (voir ci-dessous)
15. Musique
16. Éducation physique (voir ci-dessous)
17. Physique
18. Éducation civique, sanitaire, sociale et personnelle
19. Turc[11]

Un département d'instruction religieuse existe aussi, mais les cours y sont facultatifs car étant uniquement accessibles aux étudiants grecs-orthodoxes, arméniens-orthodoxes et maronites-catholiques. Une éducation religieuse est également disponible pour les étudiants qui ne souhaitent pas participer à l'instruction religieuse ; les leçons y passent en revue de manière plus générale les différentes croyances et leurs histoires. L'Art et le Design, l'informatique, le Design et la Technologie, les Langues Modernes et l'éducation physique sont proposés pour le A-level, mais ne sont enseignés uniquement s'il y a suffisamment d'étudiants inscrits chaque année.

## Terrains
L'école est située dans un parc près du centre de Nicosie et est l'un des plus grands campus scolaires de Chypre. Les larges terrains de sport de l'école comprennent un grand centre sportif polyvalent couvert, un terrain de football, quatre terrains de futsal, des pistes d'athlétisme, trois courts de tennis et un terrain de hockey sur gazon. En 2017, la construction du bâtiment Newham, a commencé. L'école dispose désormais de cinq bâtiments : le bâtiment principal, le bâtiment Lloyds, le bâtiment Newham, le bâtiment des sciences et le centre sportif. Ces bâtiments couvrent un grand espace.

## Maisons
L'école fonctionne selon un système de quatre maisons comme bon nombre écoles publiques britanniques. Les élèves sont placés aléatoirement dans l’une de ces maisons. Leurs noms sont Wolseley, Newham, Beaconsfield et Kitchener. L'établissement organise des compétitions sportives entre les maisons, chaque maison ayant des couleurs associées.
| Maison       | Nommé d'après             | Couleurs | Couleurs   |
| ------------ | ------------------------- | -------- | ---------- |
| Beaconsfield | Le comte de Beaconsfield  |          | Jaune      |
| Kitchener    | Horatio Herbert Kitchener |          | Bleu foncé |
| Newham       | Chanoine Newham           |          | Bleu ciel  |
| Wolseley     | Le vicomte Wolseley       |          | Rouge      |

## Anciens élèves
L'école entretient un réseau d'anciens élèves, avec un club-house situé à l'intérieur de l'école.
Parmi les anciens élèves notables, on peut citer :
- Rauf Denktaş, homme politique chypriote turc [14]
- Theo Evan, auteur-compositeur-interprète et danseur, représentant chypriote au Concours Eurovision de la Chanson 2025[15]

- Alex Michaelides, écrivain[16]
- Kypros Nicolaides, pionnier de la médecine fœtale
- Stéphanie Solomonides, première Chypriote à atteindre les pôles Nord et Sud[17]
- Curtis Yarvin, informaticien, philosophe, penseur néoréactionnaire[18]

En 2010, un livre a été publié pour recenser les anciens élèves chypriotes turcs mémorables de l'établissement.